# 木更津市立木更津第一中学校
木更津市立木更津第一中学校（きさらづしりつ きさらづだいいちちゅうがっこう）は、千葉県木更津市にある市立中学校。

## 沿革
- 1947年
  - 4月22日 - 設立認可
  - 5月10日 - 開校
- 1951年2月22日 - 校歌制定
- 1964年5月2日 - 県教委指定美化運動推進校
- 1967年11月1日 - 県教委より学校表彰受賞
- 1971年4月 - 県教委指定体育研究学校（2年間）
- 1973年
  - 4月 - 県教委指定学校緑化推進校
  - 11月 - 学校保健体育全国表彰受賞
- 1975年2月 - 市教委より研究指定学校、県教委指定特殊教育研究校（2年間）
- 1977年11月 - 創立30周年記念式典
- 1979年4月 - 文部省指定道徳教育研究校（2年間）
- 1984年11月 - 文部省指定格技指導推進校（3年間）
- 1987年
  - 4月 - 生徒指導特別指定校（1989年まで）
  - 11月12日 - 公開研究発表会
  - 11月28日 - 創立40周年記念式典
- 1988年11月2日 - 自主公開研究発表会
- 1992年4月 - 市教委より研究指定校（2年間）
- 1993年11月 - 市教委研究指定校公開研究会（全教科・全領域）
- 1995年4月 - 県教委適応指導推進研究校に指定（1年間）
- 1996年11月 - 県教育功労賞学校表彰受賞、創立50周年記念式典
- 2005年4月 - 文部科学省サイエンス・パートナーシップ・プログラム推進校
- 2006年4月 - 文部科学省理数大好きプラン連携校
- 2007年4月 - 経済産業省指定キャリヤ教育指定校
- 2008年
  - 7月 - 耐震・改修工事着工（1期）
  - 11月 - 創立60周年記念集会、耐震・改修工事着工（2期）
- 2009年6月 - 理数教育における地域型キャリア、教育推進事業指定

## 部活動
- 柔道
- 剣道
- バスケットボール
- 美術
- 卓球
- 野球
- サッカー
- ソフトテニス
- バレーボール（女）

## 所在地
〒292-0067 千葉県木更津市中央一丁目10番1号

## 交通
- JR内房線・久留里線木更津駅から徒歩約5分（約450m）。
- 東京湾アクアライン袖ケ浦インターチェンジから自動車で約8分（約6km）。

## 著名な出身者
- 手塚治（東映社長）
- 長谷川榮一（内閣広報官・内閣総理大臣補佐官、元中小企業庁長官）
- 服部友一（鹿児島読売テレビアナウンサー）
- 鳥海晃司（プロサッカー選手）